# Агулха
Agulha, Аґулха — газоконденсатне родовище в Індійському океані біля узбережжя Мозамбіку, у басейні Рувума. Виявлене в ліцензійному блоці 4, оператором робіт на якому є італійський нафтогазовий гігант Eni.

## Розвідка
Відкрите у 2013 році внаслідок спорудження буровим судном Saipem 10000 свердловини Agulha-1, закладеної південніше від виявленого у попередньому році родовища Корал. Пробурена в районі з глибиною моря 2492 метри до рівня 6203 метри нижче морського дна свердловина перетнула газонасичені інтервали загальною товщиною 160 метрів у пісковиках, що відносяться до палеоцену та крейдового періоду. На підставі отриманих від Agulha-1 результатів ресурси родовища оцінили від 140 до 200 млрд м³.
Весною наступного року оціночна свердловина Agulha-2, закладена за 12 км південніше, підтвердила продовження родовища в цьому напрямку. Споруджена в районі з глибиною моря 2603 метри вона мала довжину 5645 метрів та перетнула газонасичені пісковики палеоцену товщиною 25 метрів.